# Список національних парків балтійських країн
Це список національних парків в країнах Балтії: Естонії, Латвії та Литві.

## Естонія
| Назва                                                | Зображення | Площа, км² | Утворено        | Карта     | Розташування                                                                                     |
| ---------------------------------------------------- | ---------- | ---------- | --------------- | --------- | ------------------------------------------------------------------------------------------------ |
| Національний парк Карула ест. Karula rahvuspark      | Карула     | 123,6      | 23 вересня 1979 | Карула    | Вирумаа — Валгамаа 57°42′52″ пн. ш. 26°29′12″ сх. д. / 57.714444° пн. ш. 26.486667° сх. д.       |
| Національний парк Лахемаа ест. Lahemaa rahvuspark    | Лахемаа    | 747,8      | 31 травня 1971  | Лахемаа   | Ляяне-Вірумаа — Гар'юмаа 59°34′54″ пн. ш. 25°51′48″ сх. д. / 59.581667° пн. ш. 25.863333° сх. д. |
| Національний парк Соомаа ест. Soomaa rahvuspark      | Соомаа     | 398,4      | 10 липня 1957   | Соомаа    | Пярнумаа — Вільяндімаа 58°26′54″ пн. ш. 25°07′10″ сх. д. / 58.448333° пн. ш. 25.119444° сх. д.   |
| Національний парк Вільсанді ест. Vilsandi rahvuspark | Вільсанді  | 238        | 19 жовтня 1937  | Вільсанді | Сааремаа 58°23′10″ пн. ш. 21°53′40″ сх. д. / 58.386111° пн. ш. 21.894444° сх. д.                 |
| Національний парк Матсалу ест. Matsalu rahvuspark    | Матсалу    | 488        | 10 липня 1957   | Матсалу   | Ляянемаа 58°45′33″ пн. ш. 23°38′54″ сх. д. / 58.759167° пн. ш. 23.648333° сх. д.                 |

## Латвія
| Назва                                                      | Зображення | Площа, км² | Утворено        | Карта   | Розташування                                                                    |
| ---------------------------------------------------------- | ---------- | ---------- | --------------- | ------- | ------------------------------------------------------------------------------- |
| Разна (національний парк) латис. Rāznas nacionālais parks  | Разна      | 532        | 2007            | Разна   | 56°16′00″ пн. ш. 27°30′00″ сх. д. / 56.266667° пн. ш. 27.5° сх. д.              |
| Кемері (національний парк) латис. Ķemeru nacionālais parks | Кемері     | 382        | 1997            | Кемері  | 56°57′06″ пн. ш. 23°30′45″ сх. д. / 56.951667° пн. ш. 23.5125° сх. д.           |
| Слітере латис. Slīteres nacionālais parks                  | Слітере    | 265        | 2000            | Слітере | 57°37′27″ пн. ш. 22°17′40″ сх. д. / 57.624167° пн. ш. 22.294444° сх. д.         |
| Гауя (національний парк) латис. Gaujas nacionālais parks   | Гауя       | 917        | 14 вересня 1973 | Гауя    | Відземе 57°25′00″ пн. ш. 25°25′00″ сх. д. / 57.416667° пн. ш. 25.416667° сх. д. |

## Литва
| Назва                                                                             | Зображення        | Площа, км² | Утворено | Карта             | Розташування                                                                    |
| --------------------------------------------------------------------------------- | ----------------- | ---------- | -------- | ----------------- | ------------------------------------------------------------------------------- |
| Авкштотський національний парк лит. Aukštaitijos nacionalinis parkas              | Авкштотський парк | 405        | 1974     | Авкштотський парк | Авкштота 55°20′38″ пн. ш. 26°03′25″ сх. д. / 55.344° пн. ш. 26.057° сх. д.      |
| Дзукійський національний парк лит. Dzūkijos nacionalinis parkas                   | Дзукійський парк  | 550        | 1991     | Дзукійський парк  | 54°03′40″ пн. ш. 24°24′03″ сх. д. / 54.061111° пн. ш. 24.400833° сх. д.         |
| Куршю Нярія лит. Kuršių nerijos nacionalinis parkas                               | Куршю Нярія       | 264        | 1991     | Куршю Нярія       | Нярінга 55°28′52″ пн. ш. 21°05′49″ сх. д. / 55.481111° пн. ш. 21.096944° сх. д. |
| Жемайтійський національний парк лит. Žemaitijos nacionalinis parkas               | Жемайтія          | 217        | 1991     | Жемайтія          | Жемайтія 56°02′38″ пн. ш. 21°53′20″ сх. д. / 56.044° пн. ш. 21.889° сх. д.      |
| Тракайський національний-історичний парк лит. Trakų istorinis nacionalinis parkas | Тракай            | 82         | 1992     | Тракай            | Тракай 54°38′20″ пн. ш. 24°56′10″ сх. д. / 54.638889° пн. ш. 24.936111° сх. д.  |